# Demeanor (canción)
«Demeanor» es una canción del rapero estadounidense Pop Smoke, en colaboración con la cantautora albanobritánica Dua Lipa, del su segundo y último álbum de estudio, Faith (2021). La canción fue escrita por los dos artistas junto con Daniel Mlzrahi, Michael Gomes, Dru Decaro, Sarah Hudson y Coffee, mientras que la producción estuvo a cargo de Mantra. Fue lanzado en formatos de radio rítmicos contemporáneos y de éxito contemporáneo en los Estados Unidos el 20 de julio de 2021, como el segundo sencillo del álbum. Una pista disco-pop y electropop, presenta guitarra rítmica, línea de bajo, batería, funky groove y rebote, junto con versos rítmicos.
En «Demeanor», Pop Smoke habla sobre el sufrimiento de la pobreza, mientras menciona cómo a las mujeres les gusta cómo actúa. Varios críticos musicales criticaron la letra y pensaron que la canción no era algo que haría Pop Smoke. Comercialmente, alcanzó el puesto 86 en el Billboard Hot 100 de EE. UU. y el número 62 en el Billboard Global 200. Fuera de los Estados Unidos, la canción alcanzó su punto máximo dentro del top 50 de las listas de Australia, Canadá, Irlanda, Suecia y el Reino Unido.
El 29 de julio de 2021 se lanzó un video musical dirigido por Nabil Elderkin. El video presenta a Pop Smoke como un fantasma y se lo ve en una pintura que cobra vida y representa diferentes versiones de él, además de mostrar palomas blancas volando alrededor. Lipa lleva un vestido de gala estilo corsé vintage con adornos de encaje de la colección de alta costura de primavera de 1998 de Jean Paul Gaultier, que se inspiró en María Antonieta y el Siglo de las Luces, mientras realiza diferentes actividades y bailes. Varios críticos elogiaron su temática y producción.

## Antecedentes y lanzamiento
El 9 de julio de 2021, Dua Lipa adelantó una colaboración con Pop Smoke al publicar un video en las redes sociales del rapero escuchando su sencillo de 2018 «One Kiss». El video iba acompañado de la leyenda «No se puede decir pop sin humo» en mayúsculas, además de especificar la fecha de lanzamiento del álbum. La lista de canciones de Faith se reveló más tarde el 15 de julio de 2021, lo que confirma la participación de Lipa en la canción. La letra y la composición fueron escritas por Pop Smoke y Lipa junto con Dru Decaro, Sarah Hudson y Coffee con Daniel Mlzrahi y Michael Gomes también acreditados como compositores. La producción estuvo a cargo de Mantra. La grabación tuvo lugar en Quad Recording Studios en la ciudad de Nueva York por Corey «Cutz» Nutile. La canción fue mezclada por Jess Jackson, quien también se encargó de la masterización con Ciel Eckard-Lee y David Bone; Ambas tareas se realizaron en London Town Studios en Los Ángeles.
El segundo álbum de estudio de Pop Smoke, Faith, fue lanzado a través de Victor Victor Worldwide y Republic Records el 16 de julio de 2021, con «Demeanor» como la decimosexta pista de Faith. La canción impactó la radio rítmica contemporánea y de éxito contemporáneo en los Estados Unidos el 20 de julio de 2021, como el segundo sencillo del álbum. También se transmitió por radio en Italia el 23 de julio de 2021.

## Música y letras
Musicalmente, «Demeanor» es una canción disco-pop y electropop. La pista presenta una guitarra rítmica, línea de bajo, batería, ritmo funky y rebote, acompañado de vibraciones «mareadas» y versos rítmicos. Contiene un verso intercalado de una pista inédita de Pop Smoke llamada «Face2Face». Al escribir para The Ringer, Micah Peters opinó que la canción trata sobre «drogarse con paracetamol y dispararle a la gente». Mankaprr Conteh de Rolling Stone dijo que Pop Smoke rapea sobre «afirmar la voluntad no sólo de sobrevivir, sino de prosperar».
En la canción, Pop Smoke canta sobre su «baba treesha», que en la jerga usada en Brooklyn designa a una mujer promiscua. En relación con la jerga, el rapero canta sobre cómo a las mujeres les gusta cómo actúa y sobre estar muy drogado. El difunto rapero luego rapea sobre el sufrimiento a causa de la pobreza: «Mira, once dólares la hora no son suficientes para vivir / Así que voy a todas las tiendas y me robo esta mierda / Intentan encerrar a un negro y yo como, “Que se joda un cerdo” / Porque de cualquier manera, mamá todavía amará a su hijo». Lipa tiene su propio verso, mientras canta: «No puedes decir pop sin humo / Así que llena tus pulmones, mis diamantes te ahogarán / Te gusta la forma en que me muevo / Mi comportamiento es más malo que el tuyo / Así que aplaude para el», refiriéndose a la frase de Pop Smoke «No puedes decir Pop y olvidarte del Smoke» en su canción de 2019 «Gatti» con JackBoys y Travis Scott.

## Recepción de la crítica
David Crone de AllMusic dijo que aunque Lipa está «aparentemente como en casa con los ingeniosos ritmos de “Demeanor”», ella «tropieza» durante el pareado: «No puedes decir pop sin humo / Así que llena tus pulmones, mis diamantes, te ahogarás», y lo describió como «insoportable». Robin Murray de Clash declaró que la canción «muestra el potencial que Smoke tenía que cruzar», pero la llamó una de las pistas más débiles del álbum. Para Exclaim!, Antoine-Samuel Mauffette Alavo vio «Demeanor» como un «dúo improbable» y pensó que los fans de Pop Smoke «sin duda se sentirán frustrados». En HipHopDX, Anthony Malone calificó la canción de «discordante» y afirmó que, en el peor de los casos, «suena como un mal crossover de DJ Khaled y, en el mejor de los casos, un disco de verano de Calvin Harris, pero nunca una canción de Pop Smoke por ningún tramo de la imaginación». Keith Nelson Jr. de Mic vio que la canción es un «claro intento de expandir la estrella de Smoke más allá de las calles y hacia el reino del pop, pero su voz oscura y mazmorra sobre la batería lo suficientemente suave como para hacer que Maroon 5 suene como Metallica y obtenga resultados mixtos».
Kyann-Sian Williams, para NME, pensó que la pista está «poco desarrollada y leve, la interpretación del cantante inconexa». Ella opinó que con «algunos ajustes más, podría haber valido la pena publicarlo». Alphonse Pierre de Pitchfork la describió como «la pista más confusa» de Faith. Mencionó que la canción tiene «un verso pop corto Smoke y un gancho áspero que se coloca sobre el tipo de producción burbujeante que podría ser el telón de fondo de un episodio de Gossip Girl». Pierre concluyó diciendo que no «funciona ni se siente fuera de línea con la música pop [de Smoke]; nunca tuvo que sacrificar su sonido o intensidad para lograr un éxito». Para Variety, A. D. Amorosi vio la canción como un «fracaso». Thomas Stremfel de Spectrum Culture declaró que la «ubicación de la canción sobre un lado B de Future Nostalgia rematada con la personalidad “alfa femenina” de Dua Lipa la convierte en una de las peores canciones de todo el año». El Sr. Wavvy de Cult MTL afirmó que «Demeanor» era «de hecho, un delito menor». Declaró que es un «desastre de una mezcla, esencialmente arrojando algunas líneas aceleradas e inéditas del rapero sobre una gran pista de Lipa».
En una reseña más positiva, Jordan Rose de Complex dijo que Lipa «enlaza la canción con una voz brillante y un verso fuerte». En Rolling Stone, Mosi Reeves calificó la canción de «sórdida» y dijo que es una de las pistas más impresionantes del álbum. Peters dijo que la canción «suena sorprendentemente suave», mientras que Steve Juon de RapReviews se sorprendió por la apariencia de Lipa. Natalia Barr, del Wall Street Journal, vio la canción como una «pista de club llena de humo». Udit Mahalingan de The Line of Best Fit mencionó que «Demeanor» parece «precursor del panorama sonoro con inflexiones retro de la radio pop actual». Preezy Brown de la revista Vibe percibió la pista como una «salva adictiva».

### Reconocimientos
Rolling Stone clasificó a «Demeanor» en el puesto 45 en su lista de «Las 50 mejores canciones de 2021». Mosi Reeves describió la canción como una «pista divertida que evoca el tipo de estrellato convencional que [Pop Smoke] debería haber vivido para disfrutar».

## Rendimiento comercial
Tras el lanzamiento de Faith, «Demeanor» debutó y alcanzó el puesto 86 en el Billboard Hot 100 de EE. UU. La canción también alcanzó el puesto 19 en la lista Rhythmic de EE. UU., el número 35 en la lista Hot R&B/Hip-Hop Songs, el número 28 en el Mainstream Top 40 y el número 62 en el Billboard Global 200. En el Reino Unido, la canción debutó en el número 14, convirtiéndose en el octavo top 40 de Pop Smoke y el 19 de Lipa en el Reino Unido, respectivamente. Además, la canción alcanzó el número 20 en Irlanda, el 26 en Canadá, el 41 en Suecia, el 43 en Australia, el 63 en Suiza y el 94 en Lituania.

## Video musical[35]

### Antecedentes
El vídeo musical de «Demeanor» fue dirigido por el director australiano Nabil Elderkin. Un día antes del lanzamiento del video, Lipa publicó un clip de vista previa en su cuenta de Instagram. Mientras anunciaba el lanzamiento del vídeo en la plataforma, Lipa agradeció al equipo y a la familia de Pop Smoke por permitirle aparecer en el sencillo. El video fue lanzado en YouTube el 29 de julio de 2021.

### Análisis y sinopsis
El vídeo musical de «Demeanor» está ambientado en el siglo XIX. Inspirándose en María Antonieta y el Siglo de las Luces, Lipa lleva un vestido de gala estilo corsé vintage con adornos de encaje, un corpiño metálico y una falda amplia color marfil de la colección de alta costura primavera de 1998 de Jean Paul Gaultier, con aretes, un collar con colgante de esmeraldas y un anillo Vram. El conjunto de Lipa fue creado por Lorenzo Posocco. El estilista de la cantante y director creativo global de Color Wow Hair, Chris Appleton, decidió agregar dos lazos hechos de cabello real en la coronilla de su cabeza, mientras que su maquilladora Mary Phillips le dio párpados sensuales y lápiz labial color rosa.
El vídeo comienza con Lipa sentada en un tocador, maquillándose mientras una dama le susurra. Luego pasa a un gran castillo con vista a una puesta de sol roja y se dirige hacia la ventana de un gran salón, que muestra un banquete costoso. La gente usa pelucas empolvadas, enaguas rococó y barroca, y mangas y cuellos con volantes, y se les ve bailando, bebiendo y alimentándose unos a otros con uvas. Pop Smoke aparece en un cuadro medieval y la pintura cobra vida. La pintura muestra diferentes versiones del difunto rapero, incluido él como emperador romano. También se le ve con palomas blancas volando a su alrededor. Claire Shaffer de Rolling Stone afirmó que la pintura imita La última cena de Leonardo da Vinci.
Más tarde se ve a Pop Smoke como un fantasma azul brillante sentado en una silla adornada encima de una mesa, rapeando su verso mientras se ve una paloma blanca a su lado. Un niño pequeño mira asombrado al rapero fallecido. La imagen muestra a Lipa, a quien se ve descendiendo una escalera de caracol y atravesando la multitud de personas. Ella participa en las festividades, incluida la realización de varias rutinas de baile coreografiadas con diferentes parejas en la pista. Luego, el cantante levanta una copa con los invitados para brindar y todos ofrecen un bis. Cuando la imagen llega a su fin, la cámara vuelve a la pintura mientras la música se desvanece como un tributo final a Pop Smoke.

### Recepción de la crítica
El personal de Rap-Up vio el video como «con un tema de cuento de hadas», mientras que Jamie Samhan de Entertainment Tonight Canada lo etiquetó como «con un tema medieval». Para Allure, Sara Miranda pensó que los lazos que lleva Lipa son «los más destacados». Tanto Kelsey Stiegman de Seventeen como Rebecca Cope de Tatler notaron que Lipa estaba rindiendo homenaje a la serie de televisión estadounidense Bridgerton. Maria Bobila de Nylon afirmó que la cantante canalizaba el punto de la realeza. Para Vulture, Justin Curto dijo que Lipa se robó el «espectáculo [al irrumpir] en la fiesta con un vestido brillante». Sarah Kearns de Hypebeast señaló que el video tiene «alta producción». El escritor de HipHopDX, Michael Saponara, opinó que la canción «ha cobrado vida con una imagen real». Erica Gonzales de Bazaar lo mencionó como una «imagen exagerada». W clasificó el atuendo de Lipa como uno de los mejores momentos de moda vintage de celebridades de 2021.

## Posicionamiento en listas
| Listas (2021)                          | Mejor posición |
| -------------------------------------- | -------------- |
| Australia (ARIA)                       | 43             |
| Canadá (Canadian Hot 100)              | 26             |
| Francia (SNEP)                         | 131            |
| Global 200 (Billboard)                 | 62             |
| Grecia (IFPI)                          | 27             |
| Irlanda (IRMA)                         | 20             |
| Lituania (AGATA)                       | 94             |
| Nueva Zelanda (Recorded Music NZ)      | 2              |
| Portugal (AFP)                         | 112            |
| Suecia (Sverigetopplistan)             | 41             |
| Suiza (Schweizer Hitparade)            | 63             |
| Reino Unido (UK Singles Chart)         | 14             |
| Reino Unido (UK R&B Chart)             | 4              |
| Estados Unidos (Billboard Hot 100)     | 86             |
| Estados Unidos (Hot R&B/Hip-Hop Songs) | 35             |
| Estados Unidos (Mainstream Top 40)     | 28             |
| Estados Unidos (Rhythmic)              | 19             |

## Historial de lanzamientos
| Región | Fecha(s)            | Formato(s)             | Discográfica(s)         | Ref.   |
| ------ | ------------------- | ---------------------- | ----------------------- | ------ |
| EE.UU  | 20 de julio de 2021 | Contemporary hit radio | Victor Victor Worldwide | [ 76 ] |
| EE.UU  | 20 de julio de 2021 | Rhythmic contemporary  | Victor Victor Worldwide | [ 77 ] |
| Italia | 23 de julio de 2021 | Radio airplay          | Universal               | [ 78 ] |